# Campeonato Sergipano de Futebol de 1948
O Campeonato Sergipano de Futebol de 1948 foi a 25º edição da divisão principal do campeonato estadual de Sergipe. O campeão foi o Vasco que conquistou seu 2º título na história da competição.

## Premiação
| Campeonato Sergipano de 1948 |
| Aracaju                      |
| ---------------------------- |
| Vasco Campeão (2º título)    |